# Öldžejtüovo mauzoleum
Mauzoleum ílchána Öldžejtüa (persky گنبد سلطانیه,  Gonbad-e Soltaniye) se nachází v centru menšího města Sultaníje (zhruba 6000 obyvatel) v okrese Abchar v íránské provincii Zandžán, asi 240 km severozápadně od Teheránu. Od roku 2005 je mauzoleum evidováno společně s městem Sultaníje na seznamu Světového dědictví UNESCO (zápis č. 1188) pod položkou č. 1188-001.

## Historie
Historie jedné z nejvýznamnějších stavebních památek Íránu je nedílně spjata s historií Sultaníje. 

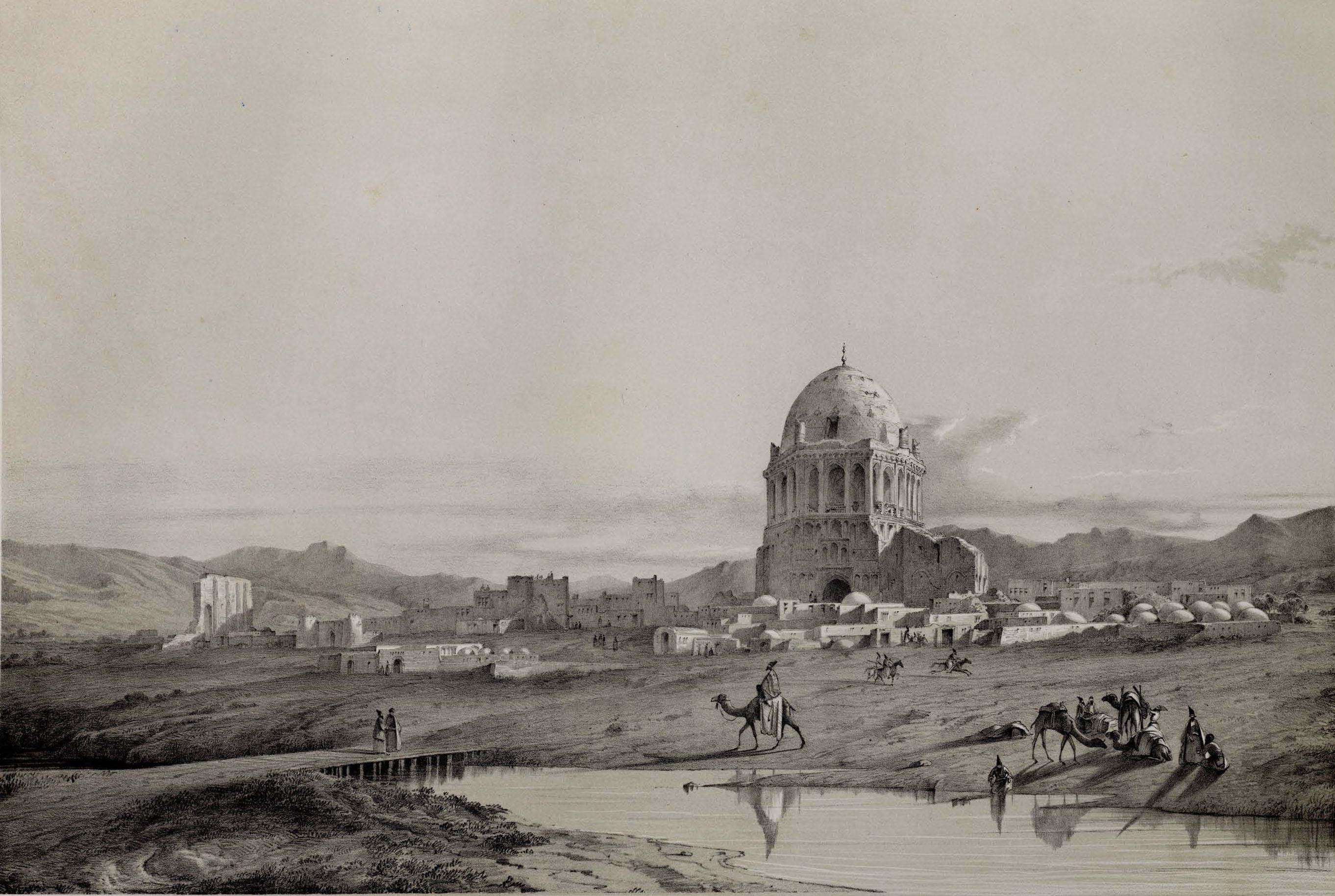
Sultaníje na kresbě z roku 1840

Město bylo založeno v době mezi lety 1284—1291 a zakrátko poté se stalo místo Tabrízu správním centrem perského ílchanátu, jednoho ze čtyř chanátů Mongolské říše. Sídlo poblíž letních tábořišť mongolských kočovníků, ležící na křižovatce karavanních cest, založil ílchán Argun, vnuk ílchána Hülegü, zakladatele dynastie vládců perského ílchanátu. Další výstavba města, nyní již pod názvem Sultaníje, pokračovala v letech 1304–1316, kdy zde panoval Öldžejtü, předposlední z místních mongolských vládců z rodu Hülegü.
Kromě rozsáhlých nových čtvrtí bylo v Sultaníi  postaveno v letech 1302–1312 impozantní mauzoleum. Tvůrcem tohoto objektu byl stavitel Alí Šáh z Tabrízu. Ílchán Öldžejtü, který se v roce 1309 přiklonil k šíitskému vyznání, původně chtěl nechat do mauzolea přemístit ostatky významných osobností islámu – Mohamedova zetě chalífy Alího ibn Abí Táliba a jeho syna Husajna ibn Alího. Za tím účelem byl v interiéru mauzolea již připraven i příslušný nápis s Alího jménem. Později však ílchán své rozhodnutí změnil a mauzoleum určil pro uložení svých vlastních ostatků.

## Popis stavby

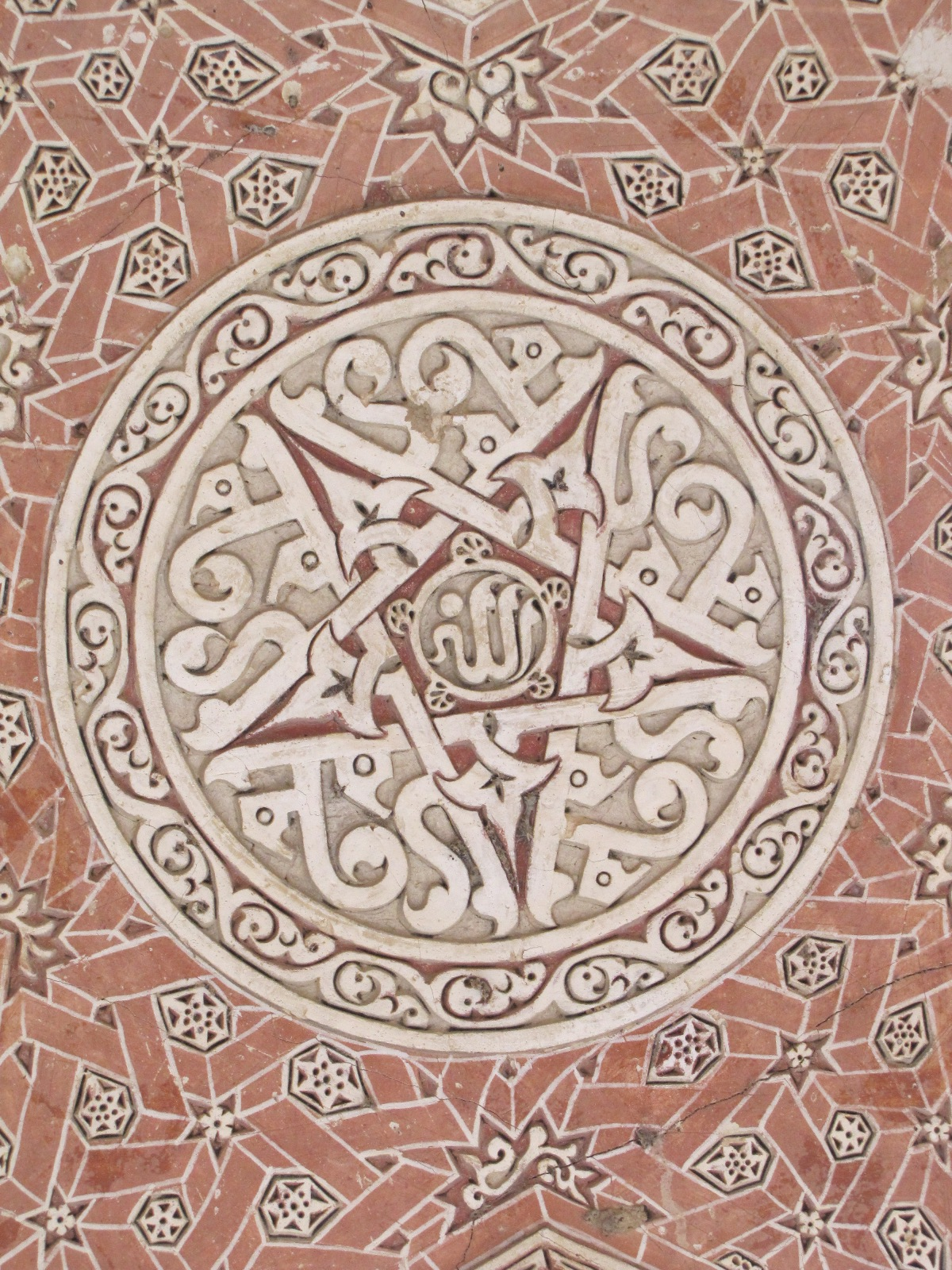
Výzdoba stropu

Polygonální, osmiboká budova  o průměru 38 metrů má tři poschodí a je 52 metrů vysoká. Na jižní straně je k centrální části mauzolea připojena obdélníková budova o rozměrech 15 x 20 metrů. Po obvodu stěn ústřední stavby jsou dvě galerie, přičemž spodní je otevřena dovnitř budovy, kdežto horní galerie je otevřená směrem ven. 
Stavba je zakončena 20 metrů vysokou kupolí, jejíž průměr je 23,5 metrů. Po obvodu kupole bývalo rozmístěno osm štíhlých věží, připomínajících minarety. Plášť kupole se skládá ze dvou vrstev  –  je to nejstarší stavba tohoto typu na území Íránu, a zároveň se jedná o jednu z největších cihlových kupolí na světě. Galerie i interiéry mauzolea jsou bohatě zdobené. Öldžejtüovo mauzoleum posloužilo jako vzor pro stavbu Tamerlánovy hrobky Gur-e Mir, vybudovanou o sto let později v Samarkandu.